# Miyagia anaphalidis
Miyagia anaphalidis är en svampart som beskrevs av Miyabe 1913. Miyagia anaphalidis ingår i släktet Miyagia och familjen Pucciniaceae.   Inga underarter finns listade i Catalogue of Life.